# Tulipa humilis
Tulipa humilis là một loài thực vật có hoa trong họ Liliaceae. Loài này được Herb. miêu tả khoa học đầu tiên năm 1844.